# 라기오, 노승혜의 노래하나 얘기둘
강영운, 이윤정의 노래하나 얘기둘은 대한민국 부산광역시, 경상남도 대표 방송국인 KNN 파워FM(부산 99.9MHz 기장,정관 96.3MHz 창원 102.5MHz 진주 105.5MHz, 거창 106.7MHz)과 KNN 러브FM(부산 FM 105.7MHz, 양산 FM 88.5MHz, 기장/정관 FM 89.3MHz, 서부산/창원/김해/거제 FM 90.9MHz, 진주 FM 98.7MHz)에서 오후 4시부터 오후 5시 50까지 강영운, 이윤정 진행으로 방송되는 라디오 방송이다. 문자참여는 #2302다.

## 방송되는 코너

### 매일 코너
- 1, 2부 문자참여/사연소개
- 1, 2부 오늘 오후, 승혜 인 가요
- 3, 4부 오늘은 뭐할낀데?!
- 3, 4부 축하사연
- 3, 4부 익명의 편지

### 요일 코너
- 월요일: 아재 개그 격파 쇼! (게스트: 김다롬 아나운서), 먼데이 노래방 이어부르기
- 화요일: 사투리 나들이 (게스트: 이해리 아나운서), 빽 투 더 노둘
- 수요일: 추억으로 가는 당신 (게스트: 김윤미 리포터), 오문현답
- 목요일: 주.목.투.어 (게스트: 노주연 리포터), 전주를 듣고 마차라~!
- 금요일: 한 곡만 판다!, 라디오는 추억을 싣고
- 토요일: 노둘 핫 차트 (게스트: 배연주 리포터), 베스트 익명의 편지
- 일요일: 익명의 편지, 사연 + 신청곡

## 진행자
- 강영운 리포터
- 이윤정 리포터

### 역대 진행자
| 역대 | 진행자 | 진행자    | 진행기간                          | 비고              |
| 역대 | 남성   | 여성      | 진행기간                          | 비고              |
| ---- | ------ | --------- | --------------------------------- | ----------------- |
| 1대  | 라기오 | 김지영    | 2001년 4월 ~ 2002년 일자 미상     |                   |
| 2대  | 라기오 | 김아라    | 2002년 일자 미상 ~ 2007년 10월    |                   |
| 3대  | 라기오 | 성은진    | 2007년 10월 ~ 2015년 일자 미상    |                   |
| 4대  | 라기오 | 성경희    | 2015년 일자 미상 ~ 2017년 5월     |                   |
| 5대  | 라기오 | 성은진    | 2017년 일자 미상 ~ 2022년 4월 3일 |                   |
| 6대  | 라기오 | 노승혜    | 2022년 4월 4일 ~ 2023년 6월 30일  | [ 1 ] [ 2 ] [ 3 ] |
| 7대  | 라기오 | 스페셜 DJ | 2023년 7월 1일 ~ 2023년 10월 22일 | [ 4 ]             |
| 8대  | 강영운 | 이윤정    | 2023년 10월 23일 ~ 현재           |                   |

## 특이사항
- 프로야구 시즌(4월~11월)일 때는 평일은 오후 5시 50분까지, 주말은 토요일 파워FM 한정 오후 5시까지 방송된다. (단 6월부터 8월까지는 파워FM 한정으로 일요일도 오후 5시까지, 7~8월 토요일은 평일때와 똑같이 5시 50분까지)